# L'allegro mondo di Stanlio e Ollio
L'allegro mondo di Stanlio e Ollio (Laurel and Hardy's laughing 20's) è un film documentaristico di Robert Youngson, che nella versione originale presta anche la voce.

## Trama
Vengono presentati spezzoni vari degli attori comici più famosi durante i primi anni del 1920. Questi sono Stan Laurel, Oliver Hardy, Charley Chase e Max Davidson. Sebbene gli ultimi due avessero in quel tempo perfezionato e creato un loro personaggio (Chase quello del dandy pasticcione e Davidson il vecchio scorbutico e combinaguai) Laurel e Hardy recitavano ancora in ruoli separati sebbene comici. Mentre Ollie interpretava un grassone impacciato e gaglioffo amante delle belle donne ma che riusciva infine a creare solo distruzioni, buffe cadute e liti tra personaggi, Stan era l'uomo dalla faccia allegra che cercava di vendere medicinali oppure cacciarsi ugualmente in situazioni al di sopra della sua intelligenza (come in Kill or Cure) che terminavano in rocambolesche fughe o in scambi di persona.
Nella prima parte del film prevalgono soprattutto le figure di Chase e Davidson: il primo appare come un dongiovanni che insegue belle ragazze ma che tuttavia infine si scontra o con i rispettivi genitori o amanti o addirittura con burberi figuri. Davidson invece è alle prese con scambi di persona oppure con incontri tragici con i familiari, autentici cafoni, che finiranno per sfasciargli la casa. Si tratta della storia di Una famiglia di matti del 1927 in cui Davidson oltre a sorbirsi l'arrivo della famiglia è costretto a sopportare anche la presenza in giardino di quattro matti (Laurel, Hardy, Finlayson e Chase in ruolo non protagonista). Laurel e Hardy erano apparsi insieme già in A 45 minuti da Hollywood nel 1926, ma non in personaggi che si incontrassero o scontrassero. Stan era un cliente baffuto di un hotel il quale veniva coinvolto in una rissa ed Hardy il poliziotto di turno alla ricerca dei turbolenti.
Laurel e Hardy, sebbene non siano ancora conosciuti come "Stanlio e Ollio", cominciano a sviluppare le proprie funzionalità e caratteristiche standard. Due chiari esempi sono Come mi pento e Metti i pantaloni a Philip. Nel primo film Hardy è il maggiordomo di un riccone (Finlayson) il quale si è sposato in stato di ebbrezza con una donna e ora il fratello di questa vuole avere la sua parte di eredità. Finlayson convoca in casa l'avvocato pasticcione Laurel il quale darà inizio ad una serie di equivoci e peripezie, essendo molto fifone. Infatti il fratello della donna sposata da Finlayson è un tipo duro che non scherza affatto e Laurel così progetta di camuffarsi da donna mettendosi in groppa a Finlayson e facendosi coprire da un grosso e lungo mantello, mettendo al suo fianco il maggiordomo Hardy.
Nella pellicola successiva Hardy è Mr. Piedmond, un rispettabile cittadino giunto alla stazione per prender il nipote scozzese Philip (Laurel). Tuttavia il ragazzo è un tipo strambo, dato che indossa il classico kilt senza le mutande, e che soprattutto impazzisce se vede una bella donna. Piedmond durante la traversata del corso della città per portarlo a casa sarà soggetto delle risate del pubblico e dei pasticci combinati da Philip. Questo cortometraggio è considerato come il primo film ufficiale di Stanlio e Ollio.
Dalla fine del 1927 al 1929 Laurel e Hardy saranno i maestri della commedia del periodo del muto. I loro ruoli sono ormai affermati, con i caratteristici nomi, vestiti e bombette, e soprattutto con la loro dimestichezza di essere vagabondi, lavoratori o mariti combinaguai. I loro cortometraggi più famosi e più apprezzati dal pubblico sono Il tocco finale, Noi sbagliamo, Blue Boy, un cavallo per un quadro e Viva la libertà. Nel primo Stanlio e Ollio sono due falegnami a domicilio che vengono incaricati da un proprietario di costruire per 500 dollari la sua casa in una sola mattinata. Un poliziotto e una dottoressa attraente si scontreranno coi due che sebbene i pasticci riusciranno a terminare l'impresa. Ma quando un uccellino si posa sul comignolo, pian piano la casa comincerà a disfarsi fino al crollo totale mediante una delle tante di Stanlio: lo scontro del suo camion con l'abitazione. Nel secondo film i due amici sono entrambi sposati, ma le mogli non approvano che Stanlio e Ollio passino la giornata senza far niente, così i due inventano una scusa per divertirsi. Dicendo alle donne che andavano a teatro, Stanlio e Ollio se la spassano con due belle ragazze (fidanzate) e quando le mogli vengono a sapere dell'incendio del teatro della città e poco dopo scorgono Stanlio e Ollio che rientrano a casa, scateneranno una baraonda senza precedenti (che sarà il finale dell'antologia). Nel terzo film Stanlio e Ollio hanno l'incarico di consegnare un cavallo di nome "Blue Boy" ad un ricco proprietario. Tuttavia all'uomo in realtà era stato sottratto solo un prezioso quadro chiamato Il ragazzo in blu (in inglese Blue Boy, stesso nome del cavallo). Così si dà inizio all'equivoco che sarà portato avanti dai due (i quali credono che il nobile sia completamente scimunito a causa della richiesta stramba) fino alla fine, quando viene riportato in casa il vero oggetto rubato. Nell'ultimo film Stanlio e Ollio sono due evasi i quali finiscono in tante esilaranti situazioni a causa di un equivoco. Giacché Stanlio e Ollio nella fretta si erano scambiati i pantaloni, non possono levarseli in pubblico, allora si mettono dentro un ascensore che porta all'ultimo piano di un pilastro di un edificio enorme in fase di costruzione. Stanlio e Ollio dovranno attraversare i pericolosi pilastri fino al lato opposto da dove si trovavano, dove hanno intravisto una scala; ma Stanlio è estremamente fifone e Ollio si ritrova con un granchio nelle braghe che ogni tanto gli dà qualche pizzico.

## Struttura dell'antologia

### Film nell'antologia in cui compaiono Stanlio & Ollio dal 1923 al 1929
- Kill or Cure con Stan Laurel
- Along Came Auntie con Oliver Hardy
- A 45 minuti da Hollywood entrambi (ruolo non protagonista, assieme a Glenn Tryon)
- Come mi pento entrambi
- Con amore e fischi entrambi
- Una famiglia di matti entrambi (ruolo non protagonista, assieme a Max Davidson)
- La battaglia del secolo entrambi
- Metti i pantaloni a Philip entrambi
- Il tocco finale entrambi
- Lasciali ridendo entrambi
- Marinai a terra entrambi
- Musica classica entrambi
- Noi sbagliamo entrambi
- Habeas Corpus entrambi
- Gli uomini sposati devono andare a casa? entrambi
- Libertà entrambi
- Blueboy, un cavallo per un quadro entrambi
- Agli ordini di sua altezza entrambi
- Fratelli di sangue entrambi (titoli di testa)